# 松江赤十字病院
松江赤十字病院（まつえせきじゅうじびょういん）は、日本赤十字社島根県支部が運営する公的病院。島根県松江市に位置する。地域医療支援病院の承認を受けるほか、救命救急センター、地域がん診療連携拠点病院、エイズ治療拠点病院、災害拠点病院（松江圏域の地域災害医療センター）、第一種指定感染症医療機関（2床）などの機能を有する。2024年6月時点、島根県選挙管理委員会より、不在者投票のできる施設の一つとして指定されている。

## 沿革
- 1936年（昭和11年）4月 - 日本赤十字社が島根県立松江病院を買収して、日本赤十字社島根支部病院として発足。
- 1937年（昭和12年）12月 - 松江陸軍病院赤十字病院として戦傷病患者の収容開始。
- 1939年（昭和14年）10月 - 松江陸軍病院の業務解除。
- 1943年（昭和18年）1月 - 松江赤十字病院へ改称。
- 1996年（平成8年）9月 - エイズ拠点病院指定。
- 1999年（平成11年）4月 - 松江赤十字病院をホームページ開設。
- 2003年（平成15年）4月 - 地域医療拠点病院の指定。
- 2004年（平成16年）4月 - 救命救急センター開設。
- 2005年（平成17年）1月 - 地域がん診療連携拠点病院の指定。
- 2006年（平成18年）4月 - 地域周産期母子医療センターの指定。
- 2007年（平成19年）2月 - 地域医療支援病院の承認。
- 2010年（平成22年）3月 - 高層館開業。
- 2012年（平成24年）6月 - 新病院本館竣工。

## 診療科
- 内科
- 循環器科
- 神経内科
- 呼吸器内科
- 呼吸器外科
- 精神神経科
- 小児科
- 外科
- 整形外科
- 形成外科
- 脳神経外科
- 心臓血管外科
- 泌尿器科
- 皮膚科
- 産婦人科
- 眼科
- 耳鼻咽喉・頭頸部外科
- リハビリテーション科
- 放射線科
- 麻酔科
- 歯科
- 健診センター

診療協働部門
- 看護部門 - 看護部
- 検査部門 - （検体検査部門・生理検査部門）
- 病理部門 - 病理部
- 検診部門 - 検診部
- 放射線科部門 -（一般撮影室・CT検査室・MRI検査室・核医学検査室（RI･PET/CT）・血管造影検査室・放射線治療室）
- 薬剤部門 - 薬剤部
- 臨床工学部門 - 臨床工学課
- 栄養部門 - 栄養課
- 医療社会部門 - （医療社会事業課・3.地域医療連携課）
- リハビリテーション部門 - リハビリテーション科
- 医療安全部門 - 医療安全推進室

## 医療機関の指定等
- 救急告示病院
- 臨床研修指定病院
- 健康保険法保険医療機関
- 国民健康保険法療養取扱機関
- 結核予防法指定医療機関
- 生活保護法医療扶助指定医療機関
- 精神保健法指定病院
- 身体障害者福祉法更生医療指定医療機関
- 戦傷病者特別援護法指定医療機関
- 原子爆弾被爆者医療指定医療機関
- 労働者災害保障法指定医療機関
- 身体障害者福祉法身体障害者手帳交付の診断医

- 身体障害者福祉法腎臓に関する医療
- 身体障害者福祉法心臓脈管外科に関する医療
- 母子保健法療養医療指定医療機関
- 児童福祉法育成医療指定医療機関
- 児童福祉法療養給付指定医療機関
- 児童福祉法助産施設
- 国民年金の障害手帳（再診依頼契約）
- 自動車損害賠償責任保険
- 後遺障害認定病院
- 短期人間ドック指定病院
- 救急医療病院群輪番制病院
- 日本腎臓移植ネットワークＨＬＡ検査施設
- エイズ拠点病院
- 島根県二次医療圏災害拠点病院
- 災害拠点病院
- 隠岐島地区救急患者搬送モデル事業
- 島根県難病医療ネットワーク事業の協力病院
- 脳死者からの臓器移植提供病院
- 地域医療拠点病院
- 救命救急センター
- 地域がん診療連携拠点病院
- 地域医療支援病院
- 骨髄移植認定病院
- 鳥取DMAT指定医療機関

## 交通アクセス
- 山陰本線松江駅より市バスに乗車して「日赤病院前」下車。
- 一畑電車北松江線松江しんじ湖温泉駅より市バスに乗車して「日赤病院前」下車。